# 富蘭克林縣 (紐約州)
富蘭克林縣（英語：Franklin County）是位於美国纽约州北部的一個縣，北鄰加拿大魁北克省，面積4,396平方公里，2020年人口為47,555人。縣治馬隆（Malone）。該縣成立於1808年，縣名紀念美國開國元勳本傑明·富蘭克林。